# Orzoco II de Lacon-Zori
Orzoco II, llamado también Onroco u Orsocorre (...–1122), fue juez de Arborea hasta inicios del siglo XII. Era el hijo y el sucesor de Torbeno y de Ana de Lacon. 
En un pergamino firmado por él, a su abuela Nivata le fue garantizado el derecho de disponer de los dos castillos de Nurage Nigellu y Massone de Capras que se le estaban haciendo construir según sus propios deseos. Se les cedió al Sacro Imperio Romano para que no fuesen vendidos. Esto sugiere el reconocimiento de la soberanía del imperio en Arborea en aquel periodo.
La mujer de Orzocorre era Maria Orvu (u Orrù) y su hijo, nombrado sucesor, fue Comita I. 